# Polyscias dichrostachya
Polyscias dichrostachya är en araliaväxtart som beskrevs av Baker. Polyscias dichrostachya ingår i släktet Polyscias och familjen Araliaceae. Inga underarter finns listade.